# Lenga
A lenga (Nothofagus pumilio), é uma árvore pertencente à família Nothofagaceae, nativa das porções mais meridionais da América do Sul. Trata-se de uma espécie bastante vinculada aos frios biomas presentes nos bosques andinos patagônicos do extremo sul da Argentina e do Chile. Ocupa desde a região de Maule, no Chile até o sul da Terra do Fogo, no entorno da cidade argentina de Ushuaia.

## Descrição
As lengas consistem em árvores de tamanhos variados, adaptando-se ao tipo de terreno onde vive. 

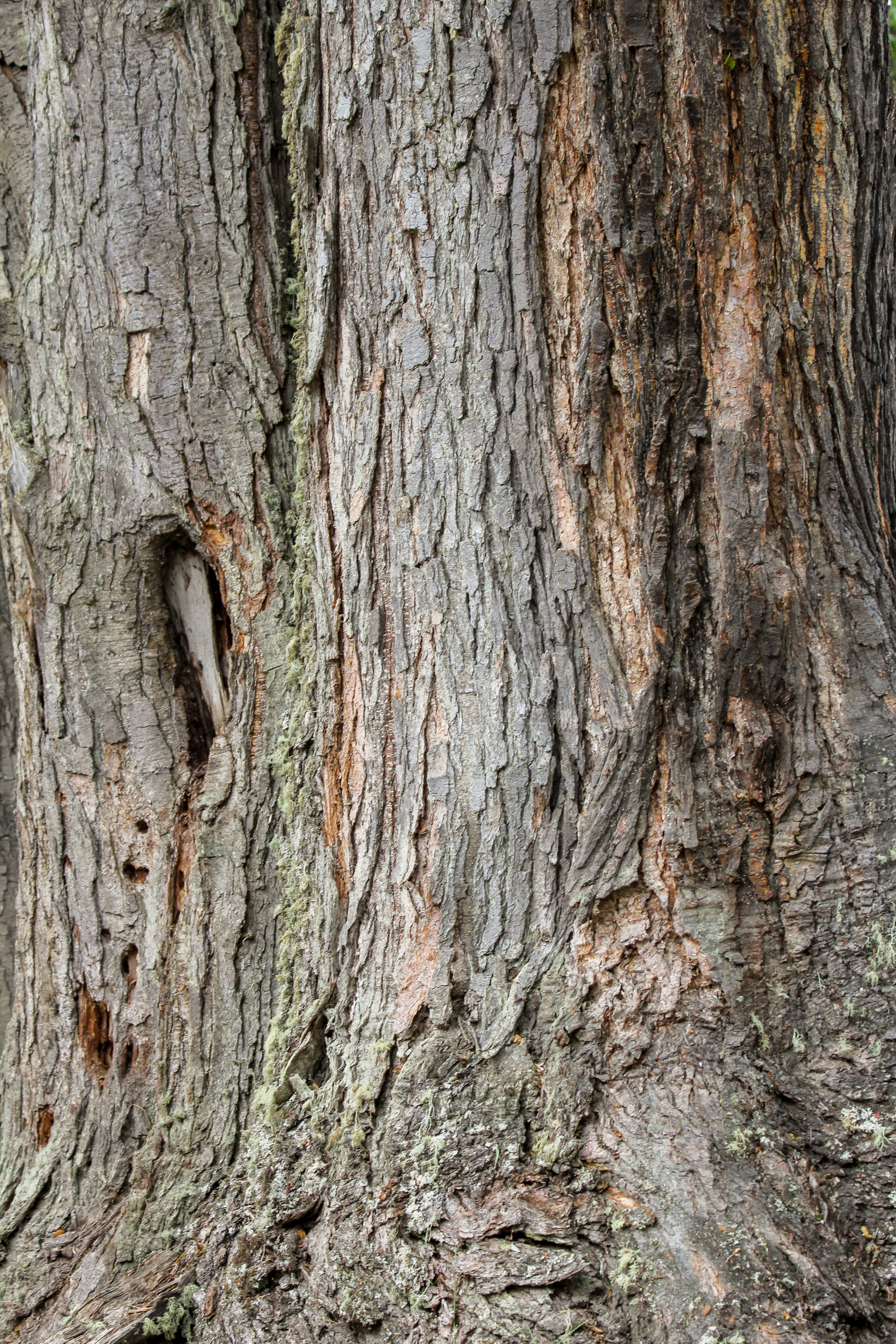
Visão detalhada do tronco de uma lenga

Sua altura varia de acordo com o ambiente onde está localizada, podendo alcançar 30 metros e apresentar troncos com mais de um metro de diâmetro quando se encontra em solos bem drenados e desenvolvidos. Em áreas mais pedregosas ou em elevadas altitudes tem o crescimento limitado, apresentando-se na forma de arbustos. Adicionalmente, é sensível ao ataque de uma planta parasita do gênero Misodendrum, tendo seu crescimento limitado quando isso ocorre.
Sua madeira é densa e de boa qualidade para construção, movelaria e artesanatos, sendo muitas vezes adotada como substituta local da cerejeira (Prunus serotina). Também pode ser usada como lenha para aquecimento ou cocção de alimentos.
Essas árvores apresentam folhas caducas, de dimensões variando entre 2 e 4 cm de extensão, com coloração verde escura.  Essas folhas apresentam formas arredondadas ou elípticas e bordas irregulares, com a presença de nervuras. No outono se tornam amarelas e vermelhas, caracterizando a paisagem dos bosques onde estão presentes.
A lenga é uma espécie com lento ritmo de crescimento, mas apresenta grande longevidade. Sob condições ambientais favoráveis para o desenvolvimento, alguns espécimes podem superar os 200 anos de idade.

### Taxonomia
A espécie Nothofagus pumilio foi descrita em 1896 pelos naturalistas Eduard Friedrich Poeppig e Stephan Ladislaus Endlicher. O nome Nothofagus: significa "falsa faia" e a palavra pumilio  corresponde a "anão"

#### Sinônimos
- Calusparassus pumilio (Poepp. & Endl.) Hombr. & Jacquinot ex Decne.
- Fagus antarctica var. bicrenata A.DC.
- Fagus antarctica var. pumilio (Poepp. & Endl.) Kuntze
- Fagus pumilio Poepp. & Endl.	basónimo
- Nothofagus pumilio (Poepp. & Endl.) Reiche[10][11]

## Distribuição
Sua distribuição abrange latitudes que variam de 35° a 56° Sul, ocupando as encostas do setor sul da Cordilheira dos Andes. Também ocupa áreas mais planas ao longo da Ilha Grande da Terra do Fogo.
É muito resistente ao frio, podendo tolerar temperaturas inferiores a −20 °C, com neve abundante e geadas em todos os meses do ano.  Não obstante, apresenta capacidade de recuperação após incêndios florestais, embora incêndios muito frequentes possam exceder tal capacidade e causar grandes prejuízos ao ecossistema onde estão inseridas.
Na Argentina, diversos parque nacionais localizados em setores andinos apresentam abundância de exemplares desta espécie:
- Parque Nacional Lanín;
- Parque Nacional Los Alerces;
- Parque Nacional Nahuel Huapi;
- Parque Nacional Tierra del Fuego;
- Parque Nacional Los Glaciares.

No Chile é encontrada em todo o extremo sul andino, incluindo as seguintes áreas de conservação:
- Parque Nacional Torres Del Paine;
- Parque Nacional Alberto de Agostini.

## Conservação e meio-ambiente
Numerosas propostas envolvendo o manejo sustentável das lengas têm sido colocadas em pauta com objetivo de conservar a espécie sem impedir sua utilização, uma vez que se trata de um importante recurso natural para as populações das geladas terras onde seus bosques são, normalmente, as únicas fontes de madeira disponíveis.
A introdução de castores trazidos do Canadá para a Terra do Fogo, ocorrida em meados do Século XX, foi a ação responsável pelo maior de todos os impactos ambientais relacionados às florestas de lengas.
O problema está no fato de que as lengas, assim como outras espécies vegetais da região, evoluíram sem a presença do castor. As árvores apresentam crescimento lento, não atingindo um ritmo suficiente para compensar a voracidade com que os castores cortam os bosques. Além disso, suas raízes não toleram o excedente de umidade proporcionado pelos diques construídos por esses animais Dessa forma, grandes porções de bosques de lengas são dizimadas, transformando-se em emaranhados de madeiras mortas.
Uma lenga leva entre 80 e 100 anos para alcançar 15 metros de altura. Porém, um castor demora apenas alguns poucos dias para derrubá-la. No caso de exemplares mais jovens, com troncos de entre 20 e 30 centímetros de diâmetro, poucas horas de trabalho do animal com seus dentes afiados são suficientes para cortar totalmente a planta.
Para minimizar o problema, o governo argentino adotou uma série de ações envolvendo a caça, captura e sacrifício desses castores, tendo o objetivo de controlar sua população, uma vez que esses animais não apresentam nenhum predador natural na região.